# Гожице (гмина, Тарнобжегский повет)
Гожице (пол. Gorzyce) — сельская гмина (волость) в Польше, входит как административная единица в Тарнобжегский повет, Подкарпатское воеводство. Население — 13 960 человек (на 2005 год).

## Демография
| Перепись                       | Всего   | Всего | Женщины | Женщины | Мужчины | Мужчины |
| ------------------------------ | ------- | ----- | ------- | ------- | ------- | ------- |
| Единицы                        | человек | %     | человек | %       | человек | %       |
| Население                      | 13 682  | 100   | 6962    | 50,9    | 6720    | 49,1    |
| Плотность населения (чел./км²) | 197,3   | 197,3 | 100,4   | 100,4   | 96,9    | 96,9    |

## Сельские округа
1. Фурманы
2. Гожице
3. Мотыче-Подуховне
4. Орлиска
5. Сокольники
6. Тшеснь
7. Вжавы
8. Залесе-Гожицке

## Соседние гмины
1. Гмина Двикозы
2. Гмина Грембув
3. Гмина Радомысль-над-Санем
4. Сандомеж
5. Тарнобжег
6. Гмина Залешаны